# Отавара (княжество)
Княжество Отавара (яп. 大田原藩 Отавара-хан) — феодальное княжество (хан) в Японии периода Эдо (1600—1871). Отавара-хан располагался в провинции Симоцукэ (современная префектура Тотиги) на острове Хонсю.

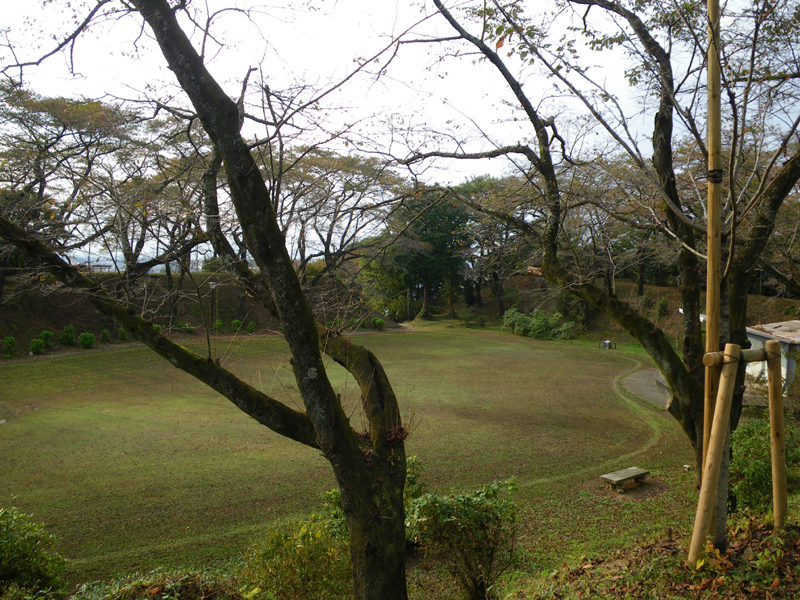
Руины замка Отавара

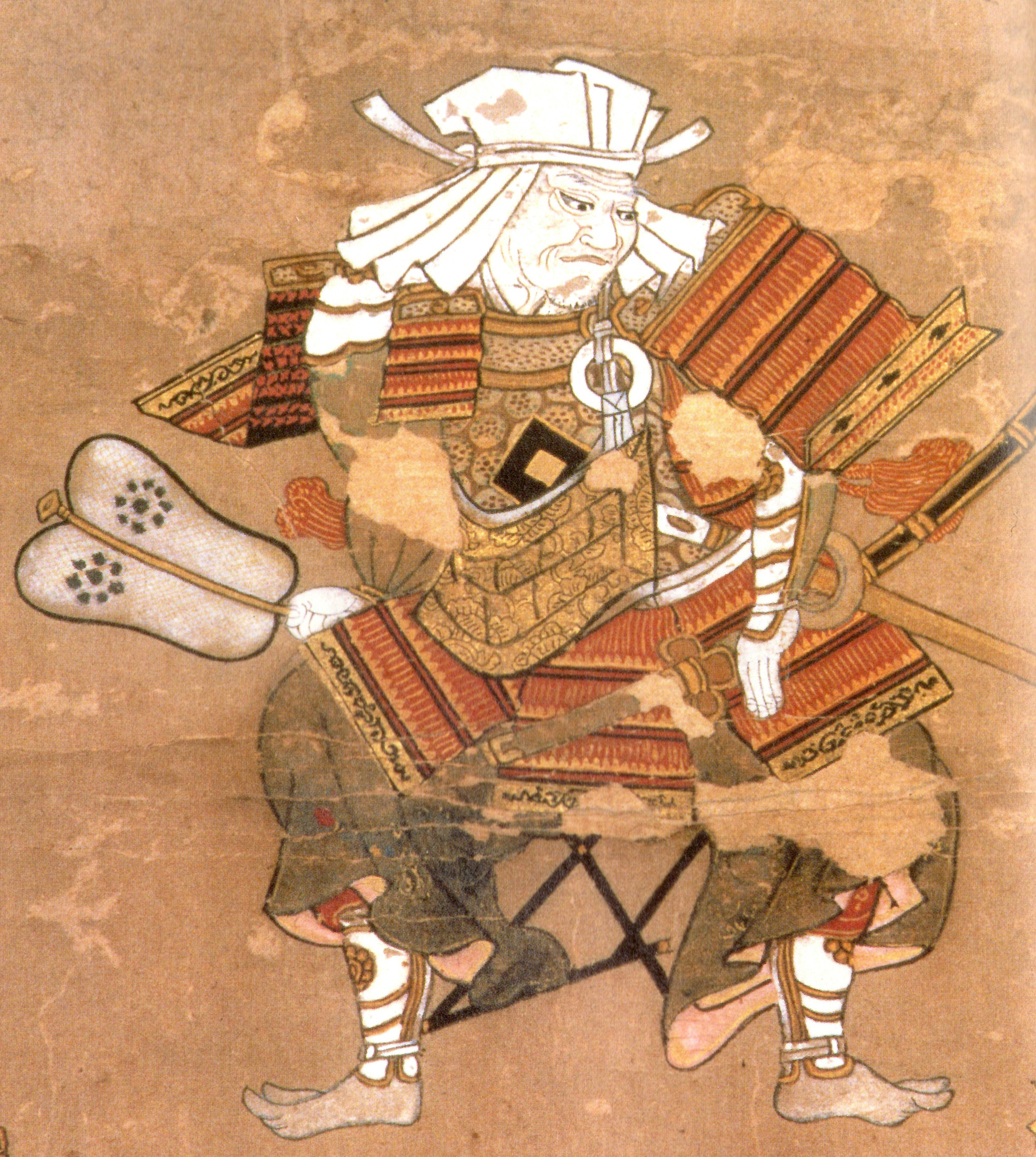
Отавара Харукиё

Административный центр хана: замок Отавара в провинции Симоцукэ (современный города Отавара в префектуре Тотиги). Княжество управлялось самурайским родом Отавара.

## История
Род Отавара был ветвью клана Насу, который являлся одним из семи годзоку (древний родов) на севере провинции Симоцукэ. В 1590 году японский диктатор Тоётоми Хидэёси потребовал от клана Насу оказать помощь в войне против клана Го-Ходзё и осаде замка Одавара, но получил отказ. Тем не менее, Отавара Харукиё выступил против своего сюзерена и принёс присягу на верность Тоётоми Хидэёси. В свою очередь он был награждён поместьем с доходом 7 000 коку риса. В 1600 году во время кампании при Сэкигахаре Отавара Харукиё помогал Токугава Иэясу и вёл военные действия против клана Уэсуги. За свои действия он получил в награду от победителя ещё 5 000 коку и, таким образом, был принят в ряды даймё.
Род Отавара управлял одноимённым княжеством до Реставрации Мэйдзи. Отавара Такакиё, 3-й даймё Отавара-хана, передал своему младшему брату 1000 коку, уменьшив доход домена до 11 000 коку. В период Бакумацу Отавара Хирокиё, 12-й даймё Отавара, создал княжескую академию. Отавара Кадзукиё, последний даймё, во время Войны Босин перешёл на сторону нового императорского правительства Мэйдзи, за что в мае 1868 года замок Отавара был осаждён силами Айдзу-хана. После Реставрации Мэйдзи Отавара Кадзукиё получил титул виконта (сисяку) в новой японской аристократической системе — кадзоку.
В июле 1871 года после административно-политической реформы Отавара-хан был ликвидирован. Территория княжества была включена в состав префектуры Тотиги.
По переписи 1870 года в княжестве проживало 12 535 человек в 2 397 домохозяйствах, из которых 608 были самураями.

## Список даймё
| #                               | Имя и годы жизни                              | Годы правления | Титул                    | Ранг                    | Кокудара             |
| ------------------------------- | --------------------------------------------- | -------------- | ------------------------ | ----------------------- | -------------------- |
| Род Отавара (тодзама) 1600—1871 |                                               |                |                          |                         |                      |
| 1                               | Отавара Харукиё (1567-1631) (яп. 大田原晴清 ) | 1600-1631      | Бидзэн-но-ками (備前守)  | Пятый нижний (従五位下) | 12,000 коку          |
| 2                               | Отавара Масакиё (1612-1661) (яп. 大田原政清)  | 1631-1661      | Бидзэн-но-ками (備前守)  | Пятый нижний (従五位下) | 12,000 коку          |
| 3                               | Отавара Такакиё (1637-1698) (яп. 大田原高清)  | 1661-1677      | Ямасиро-но-ками (山城守) | Пятый нижний (従五位下) | 12,000 ->11,000 коку |
| 4                               | Отавара Норикиё (1657-1694) (яп. 大田原典清)  | 1677-1694      | Бидзэн-но-ками (備前守)  | Пятый нижний (従五位下) | 11,000 коку          |
| 5                               | Отавара Сумикиё (1677-1699) (яп. 大田原純清)  | 1694-1699      | Идзуми-но-ками (泉守)    | Пятый нижний (従五位下) | 11,000 коку          |
| 6                               | Отавара Киёнобу (1681-1703) (яп. 大田原清信)  | 1699-1702      | Бидзэн-но-ками (備前守)  | Пятый нижний (従五位下) | 11,000 коку          |
| 7                               | Отавара Сукэкиё (1689-1745) (яп. 大田原扶清)  | 1703-1745      | Хида-но-ками (飛騨守)    | Пятый нижний (従五位下) | 11,000 коку          |
| 8                               | Отавара Томокиё (1720-1776) (яп. 大田原友清)  | 1745-1775      | Идзумо-но-ками (出雲守)  | Пятый нижний (従五位下) | 11,000 коку          |
| 9                               | Отавара Цунэкиё (1751-1802) (яп. 大田原庸清)  | 1775-1802      | Ямасиро-но-ками (山城守) | Пятый нижний (従五位下) | 11,000 коку          |
| 10                              | Отавара Мицукиё (1776-1821) (яп. 大田原光清)  | 1802-1812      | Ямасиро-но-ками (山城守) | Пятый нижний (従五位下) | 11,000 коку          |
| 11                              | Отавара Ёсикиё (1798-1847) (яп. 大田原愛清)   | 1812-1847      | Хида-но-ками (飛騨守)    | Пятый нижний (従五位下) | 11,000 коку          |
| 12                              | Отавара Хирокиё (1830-1851) (яп. 大田原広清)  | 1847-1851      | Идзумо-но-ками (出雲守)  | Пятый нижний (従五位下) | 11,000 коку          |
| 13                              | Отавара Томикиё (1836-1862) (яп. 大田原富清)  | 1851-1862      | Хида-но-ками (飛騨守)    | Пятый нижний (従五位下) | 11,000 коку          |
| 14                              | Отавара Кадзукиё (1861-1930) (яп. 大田原一清) | 1862-1871      | Хида-но-ками (飛騨守)    | Пятый нижний (従五位下) | 11,000 коку          |